# Сколия-гигант

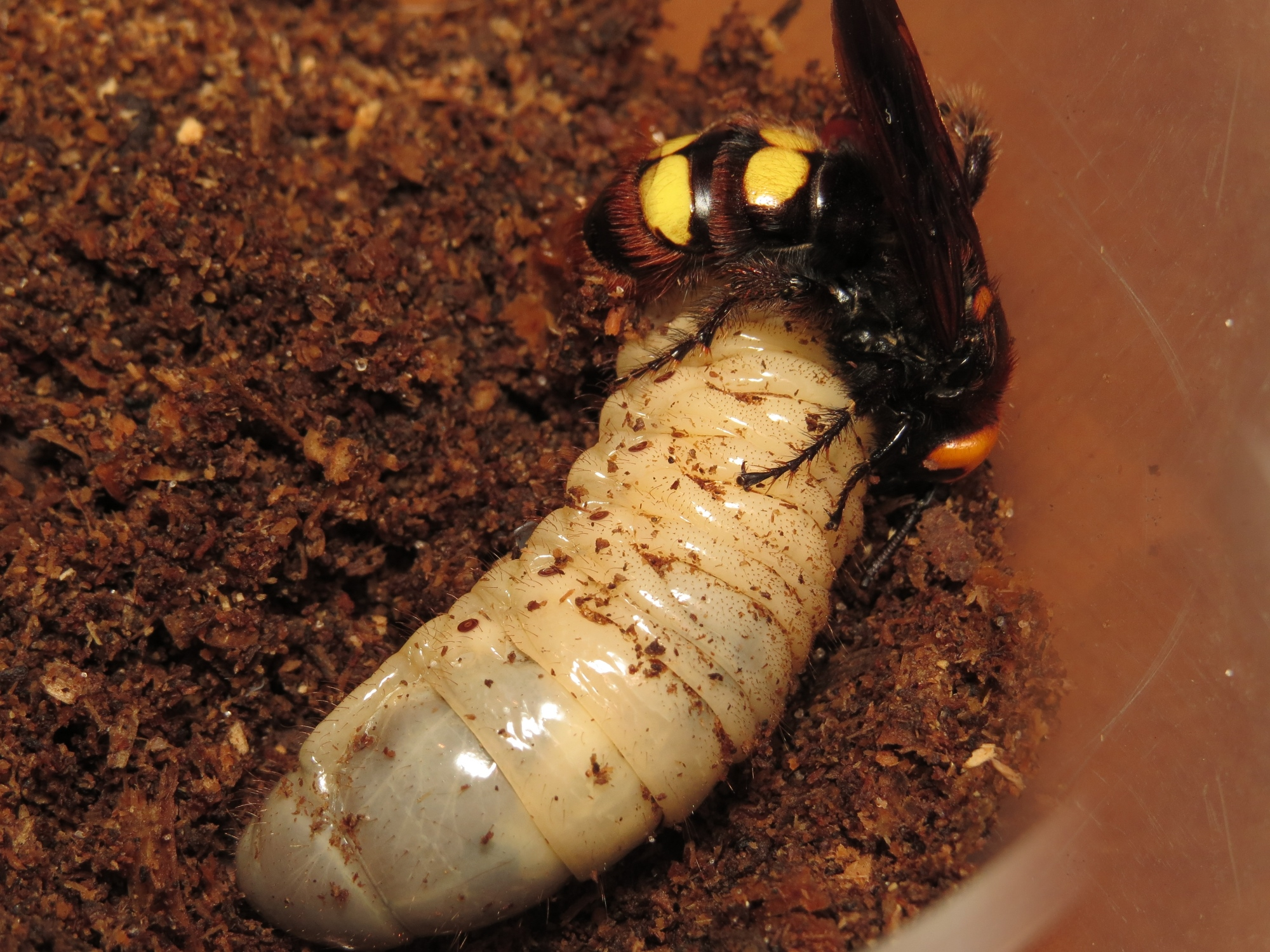
Самка сколии откладывает яйцо на личинку жука-носорога

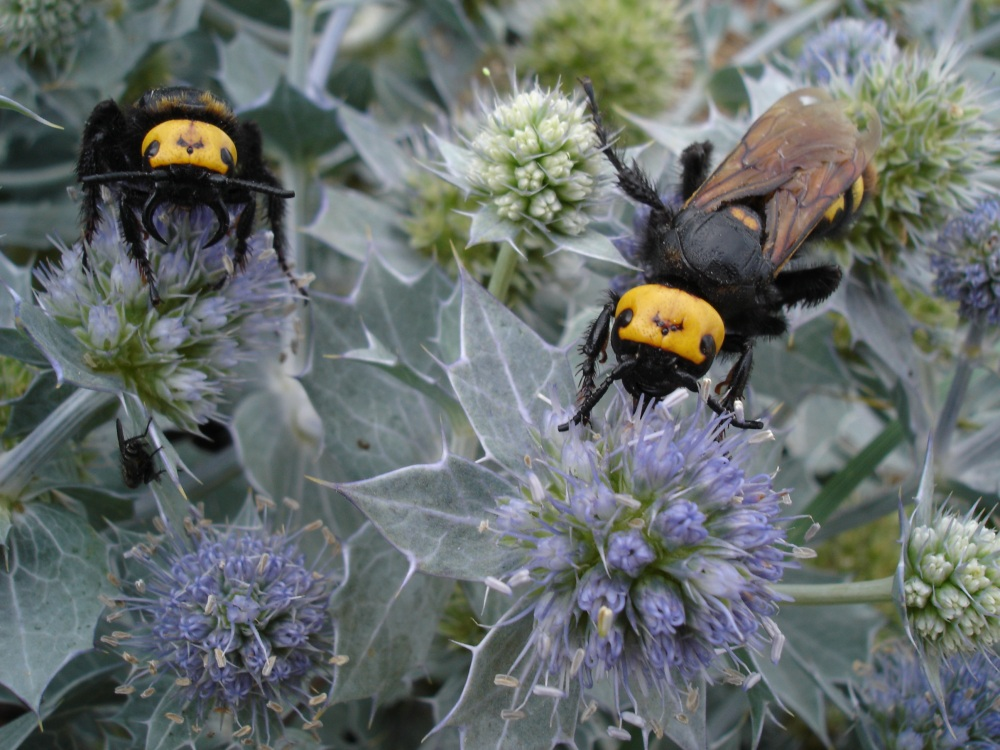
Сколия гигантская на синеголовнике

Сколия-гигант, или сколия пятнистая (лат. Megascolia maculata = лат. Scolia maculata) — вид крупных ос из семейства сколий. Крупнейший представитель семейства и всего отряда перепончатокрылых в фауне Европы. Включена в Красные книги Украины и Воронежской области.

## Описание
Крупное перепончатокрылое насекомое. Длина тела самок достигает 32—40 мм , самцов — 26—32 мм в длину. Основной фон окраски тела чёрный. Крылья широкие, желтовато-бурого цвета, с ярким фиолетовым отливом. Их длина несколько меньше длины брюшка. Передняя часть переднеспинки, а также 4 -6 сегменты брюшка покрыты ярко-рыжими волосками. Остальные части тела покрыты редкими, но длинными чёрными волосками. Второй и третий тергиты брюшка несут на себе два округлых жёлтых пятна, не покрытых волосками. Такое же жёлтое пятно, но меньшее по размерам располагается на щитике.
Голова данного вида сколии округлая, не покрыта волосками, ярко-оранжевого цвета, блестящая. Затылок чёрного цвета, матовый. Глаза широко расставленные, небольшие простые глазки образуют треугольник. Усики расположены в нижней части лба и изогнутые. У самок усики короче, чем у самцов.

## Ареал
Локально распространенный стенобионтный вид. Вид обитает на территории Северной Африки, южной Европы, Турции, стран Ближнего Востока, Средней Азии, в Крыму. На территории России сколия-гигант населяет юг европейской части и Кавказ. В связи с изменением климата вид значительно продвинулся на север. Теперь его можно встретить даже в Московской области. В горах вид поднимается до высоты 1150 м над уровнем моря.

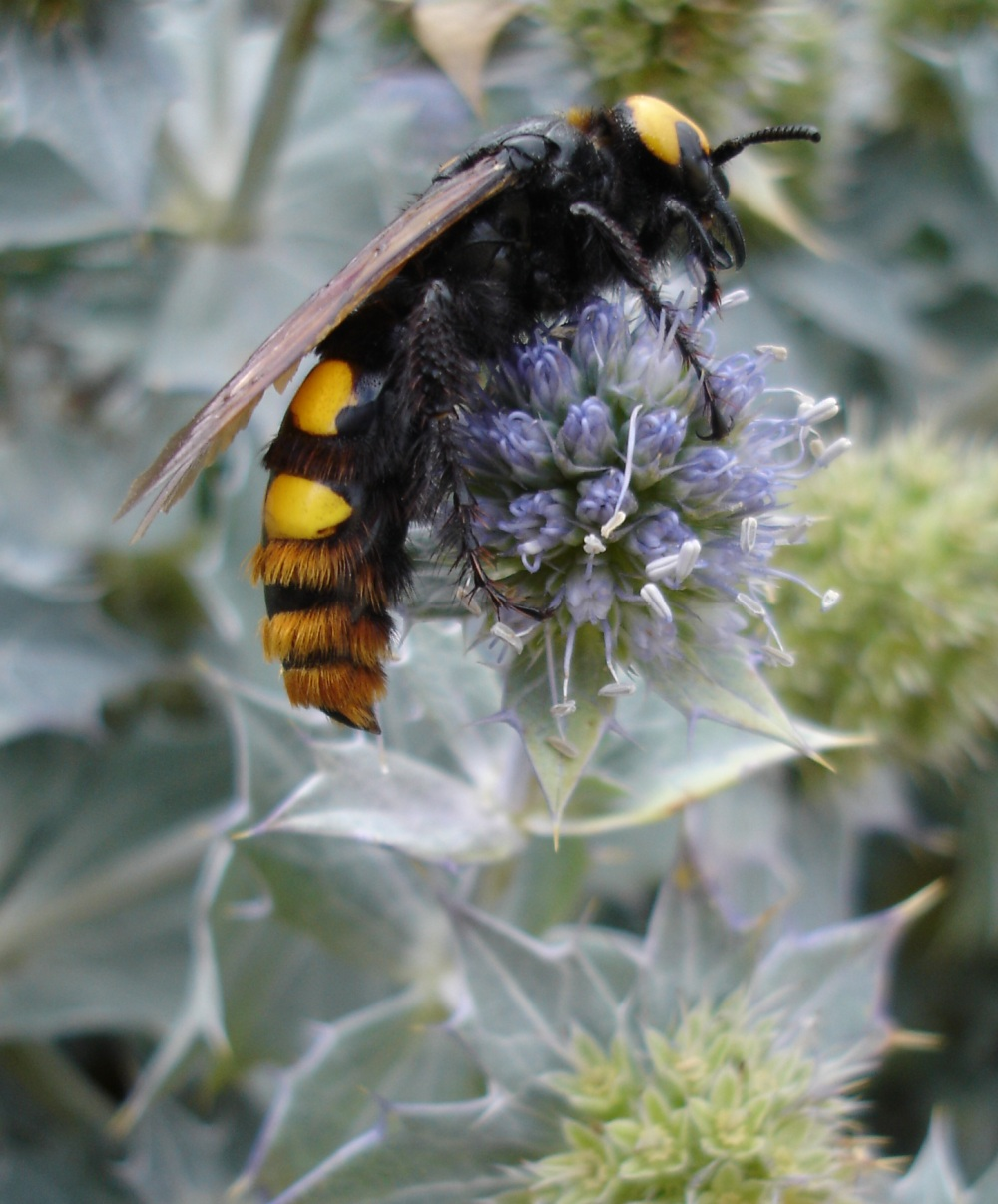
Сколия гигантская на синеголовнике

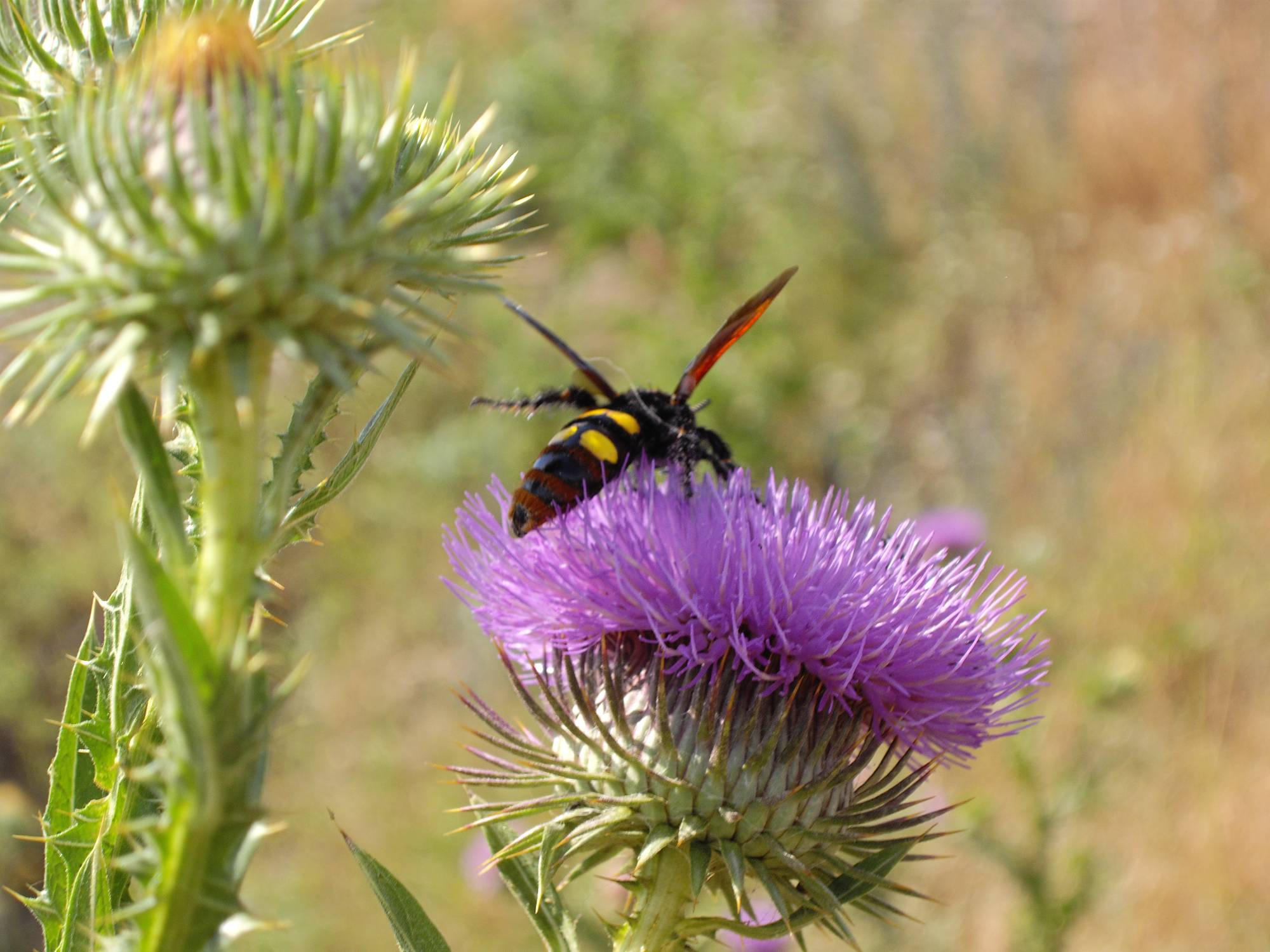
Сколия гигантская на татарнике

Сколия-гигант населяет практически все лесные и степные биоценозы, а также агроценозы и урболандшафты, в которых встречаются крупные пластинчатоусые жуки, являющиеся хозяевами личинок сколии, преимущественно жук-носорог обыкновенный. Распространение гигантской сколии совпадает с таковым у жука-носорога только в южных областях Европы.

## Биология
По образу жизни личинки — паразитируют на личинках крупных пластинчатоусых жуков. Основными хозяевами личинок сколии гигантской являются личинки жука-носорога, а также, вероятно, хрущей рода Melolontha и мраморного хруща.
Имаго летают с конца мая — начала июня. Питаются на различных цветущих растениях семейств Asteraceae, Liliaceae и других. Оплодотворенные самки часто зарываются в почву, где прокладывают ходы и отыскивают личинок жуков-хозяев. Найдя их самка парализует личинку уколом жала в грудной нервный ганглий, после чего откладывает одно яйцо. Личинка гигантской сколии питается личинкой жука-хозяина, выедая её полностью, а затем сплетает легкий кокон и зимует. Окукливание весной.

## Подвиды
В виде различают три подвида:
- Megascolia maculata bischoffi (Micha, 1927)
- Megascolia maculata flavifrons (Fabricius, 1775)
- Megascolia maculata maculata (Drury, 1773)

## Ссылка
- Гигантские перепончатокрылые